# Бомблінек
Бомблінек (пол. Bąblinek) — село в Польщі, у гміні Оборники Оборницького повіту Великопольського воєводства.
Населення — 200 осіб (2011).
У 1975-1998 роках село належало до Познанського воєводства.

## Демографія
Демографічна структура станом на 31 березня 2011 року:
|          | Загалом | Допрацездатний вік | Працездатний вік | Постпрацездатний вік |
| -------- | ------- | ------------------ | ---------------- | -------------------- |
| Чоловіки | 93      | 23                 | 63               | 7                    |
| Жінки    | 107     | 22                 | 67               | 18                   |
| Разом    | 200     | 45                 | 130              | 25                   |